# Saint-Ciers-d'Abzac
Saint-Ciers-d'Abzac è un comune francese di 1 333 abitanti situato nel dipartimento della Gironda nella regione della Nuova Aquitania.

## Società

### Evoluzione demografica
Abitanti censiti